# Maria Banuș
Maria Banuș (née Marioara Banuș; 10 de abril de 1914– 14 de julio de 1999) fue una poeta, ensayista, prosista y traductora rumana.

## Biografía
Maria nació en una familia judía de Bucarest, sus padres fueron Max Banuș, contador y luego director del banco Marmorosch Blank Bank, y su esposa Anette (née Marcus). Debido a su frágil estado de salud, comenzó la escuela primaria con lecciones privadas y rindiendo exámenes en la escuela de 1920 a 1923.  Asistió a la escuela secundaria en el Instituto Pompilian de 1923 a 1931, y de 1931 a 1934 estudió en la Universidad de Bucarest. Su primera obra se publicó cuando era aún una adolescente: el poema "14 ani", que apareció en Bilete de Papagal en 1928, bajo su nombre de nacimiento, Marioara Banuș. En 1932, mientras todavía era una estudiante, sus poemas se publicaron en la revista Azi, de Zaharia Stancu, así como sus traducciones de Rainer Maria Rilke y Arthur Rimbaud. Fue Stancu quien cambió su nombre de pila por Maria.
Su primer libro, Țara fetelor, apareció en 1937. Su Poeme, de 1939, incluye selecciones de sus propias poesías así como traducciones de Rilke. En aquel momento dejó de escribir y se integró al movimiento antfascista que se desarrolló bajo la influencia del proscripto Partido Comunista Rumano, una experiencia que recogió en un diario del que publicó fragmentos en 1977, tales como Sub camuflaj. En la época de la Segunda Guerra Mundial el régimen de Ion Antonescu prohibió su obra bajo la acusación de "judía".  Luego de la guerra, y con el surgimiento de la República Socialista de Rumania, ingresó al periodismo y escribió para la Gazeta literară, Contemporanul, Steaua y Viața Românească. Sus libros Bucurie (1949), Despre pământ, (1954), Ție-ți vorbesc, Americă (1955) y Se arată lumea (1956) fueron expresiones oficiales del llamado realismo socialista. Esta obra le acarreó premios, reconocimiento público, publicación en textos escolares y traducciones a otros idiomas, así como elogios de los críticos del régimen como Dumitru Micu, pero también de Tudor Vianu. Durante este período tradujo poetas como Pablo Neruda, Nâzım Hikmet, Nikola Vaptsarov, así como versiones de autores clásicos como William Shakespeare, Alexander Pushkin y Johann Wolfgang von Goethe. Escribió varios libros breves de poesía: Torentul (1957), Poezii (1958), Magnet (1962), Metamorfoze (1963) y Diamantul (1965).
A mediados de los 60, Banuș rompió con su estilo previo, provocando en ella la necesidad de revaluar su política así como el rol del artista. Sus siguientes libros, comenzando por Tocmai ieșeam din arenă (1967), Portretul din Fayum (1970) y Oricine și ceva (1972), así como Orologiu cu figuri (1984) o Carusel (1989), muestran algunos de sus temas recurrentes, pero al mismo tiempo enfatizan la presencia de un universo profundamente alterado. Su obra de 1980 Himera incluye piezas breves de prosa, ensayos y confesiones. Publicó antologías de poesía alemana (1969), poesía moderna austríaca (1970) y poesía romántica internacional (1974; 1987). Ganó el premio G. Coșbuc  de la Academia Rumana en 1949, el Premio del Estado en 1951, el premio especial de la Unión de Escritores de Rumania en 1986 y el Premio Herder en 1989.